# 98 Ianthe
98 Ianthe је астероид главног астероидног појаса са пречником од приближно 104,45 km.
Афел астероида је на удаљености од 3,191 астрономских јединица (АЈ) од Сунца, а перихел на 2,177 АЈ. 
Ексцентрицитет орбите износи 0,188, инклинација (нагиб) орбите у односу на раван еклиптике 15,611 степени, а орбитални период износи 1606,553 дана (4,398 године). 
Апсолутна магнитуда астероида је 8,84 а геометријски албедо 0,047.
Астероид је откривен 18. априла 1868. године.